# Принудительное переселение каресуандских саамов

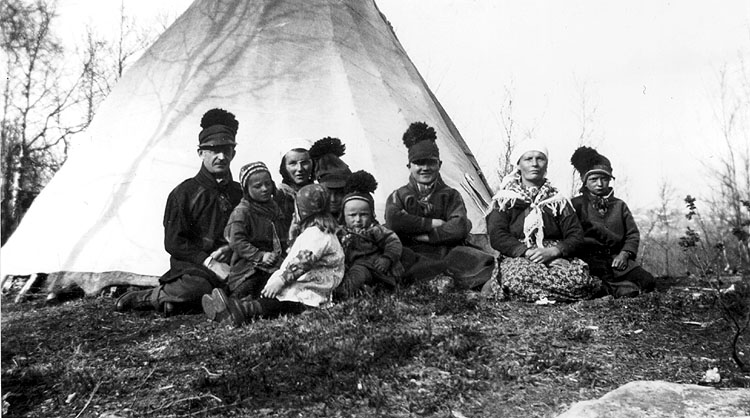
Одна из переселённых семей северных саамов. Фотография 1930 года

Принудительное переселение каресуандских саамов — насильственное переселение северных саамов-оленеводов (швед. Tvångsförflyttningen) из района Каресуандо (Швеция) в южные области расселения этого народа, организованное шведским правительством в начале 1900-х годов и продолжавшееся до 1937 года.

## Предыстория
Так называемая Шведская Лапландия долгое время представляла собой крупный и слабозаселённый регион, простиравшийся от северной Швеции и Финляндии до побережья Северного Ледовитого океана. Этот район был заселён в основном саамами, которые могли свободно передвигаться со своими оленями в пределах своих традиционных пастбищ. Когда между Швецией и Норвегией была установлена граница согласно Стромстадскому договору в 1751 году, саамам было гарантировано право на дальнейшие свободные перемещения с их оленями согласно так называемой Лапландской поправке, прилагавшейся к договору.
В 1809 году Финляндия была потеряна Швецией в результате войны с Российской империей, однако граница между Финляндией и Норвегией для норвежских граждан была открыта с 1852 года. Это привело к тому, что многие саамы из района Каутокейно переехали в Каресуандо и стали шведскими гражданами. В 1889 году граница Швеции и Финляндии для шведских саамов была закрыта. Закрытый режим поддерживался строго, и если группа оленей переходила границу с шведской стороны, то их владельцы-саамы подвергались штрафу: у них конфисковывали каждого десятого оленя. Писательница Эмили Демант-Хант в своей книге Med lapperne i höjfjeldet описывает, что самым трудным для саамов в период весенних миграций было держать оленей подальше от нетронутых пастбищ на противоположной стороне реки, по которой проходила граница.
Такие меры привели к увеличению использования каресуандскими саамами традиционных летних пастбищ в фюльке (губернии) Тромс в Норвегии, что привело к жалобам на них со стороны местных фермеров и саамов, живших на норвежской территории. Когда Норвегия и Швеция заключили в 1919 году конвенцию о правилах выпаса оленей, предельно допустимое количество оленей, которым разрешалось пастись в Тромсе, было определено в 39 тысяч голов, что было приблизительно на 20 тысяч меньше реального количества пасшихся там животных. Для выполнения условий договора нужно было каким-то образом уменьшить количество оленей в четырёх местных саамских кочевых деревнях (Конкама, Лайнивиома, Сааривиома и Тальма). Шведские дипломаты приняли решение осуществить это путём принудительного переселения живших в них саамов на юг саамских территорий, что считалось легко осуществимым, поскольку речь шла о кочевниках.

## Начало переселения
Сразу после подписания конвенции, заключённой в 1919 году, правительственное агентство по делам саамов в лене Норрботтен начало организовывать процесс переселения. В первую очередь переселению были подвергнуты кочевые семьи из двух соседних деревень в окрестностях Каресуандо, Конкама и Лайнивиома, — под сильным давлением. Вопрос о том, до какой степени добровольно саамы переселялись, остаётся открытым, но на деле у них просто не было никакой альтернативы, если они хотели продолжать заниматься оленеводством. Денежные средства на процесс переселения были выделены специальным Лапландским фондом.
Сначала саамы были переселены на юг лена Норрботтен, в муниципалитеты Йокмокк и Арьеплуг. В 1925 году, однако, провинциальное правительство в Норрботтене постановило изучить возможность для размещения в соседних ленах большего количества оленеводов. После обсуждений с правительствами ленов Вестерботтен и Емтланд было решено, что область оленеводства саамов будет расширена на эти территории и новые семьи саамов будут переселяться уже туда. Многие из саамских семей с севера не хотели переселяться так далеко на юг, но были вынуждены это делать.

## Последствия
До 1937 года было переселено почти 80 саамских семей. В Арьеплуге число переселённых составляло около половины всех, кто занимался оленеводством, в Йокмокке — чуть более трети.
Миграция имела серьёзные последствия для всех шведских саамов. Переселённые саамы говорили в основном на северном диалекте саамского и финском, но редко понимали по-шведски, в то время как местные саамы говорили на других диалектах саамского и обычно также понимали и шведский. Таким образом, двум группам саамов изначально было трудно общаться друг с другом. Это затрудняло понимание ими также и культурных различий, которые существовали между этими двумя группами, особенно применительно к методам ведения оленеводства. Северные саамы придерживались принципов экстенсивного оленеводства, в то время как саамы в тех областях, куда первые переехали, вели оленеводство в большей степени интенсивными методами. Переселённых саамов часто обвиняли в «безрассудном» отношении к своим животным, когда те смешивались во время выпаса с чужими оленями. Больше всего конфликтов происходило в районе Арьеплуга в 1920-х и 1930-х годах. Южные саамы первоначально получали государственную поддержку. Методика интенсивного оленеводства предполагала, что пастухи постоянно следуют за своими оленями и контролируют их вместе со своими семьями. Каресуандские саамы, придерживавшиеся экстенсивных методов оленеводства, осуществляли за оленями менее тщательный контроль, поэтому только часть каждой семьи перемещалась в высокогорье в летнее время. Остальные члены семей могли оставаться на равнинах весной и осенью, что зачастую означало, что эти саамы начинали строить дома и оставались постоянно проживать там. Вследствие проводимой агентствами по делам саамов политики перехода к оседлому образу жизни за такими саамами на постоянной основе закреплялись места их проживания, а сами они уже не хотели возвращаться к суровой кочевой жизни. По этой причине интенсивное оленеводство было для местных жителей предпочтительнее. Но власти не предпринимали серьёзных попыток заставить переселённых саамов изменять свои методы ведения оленеводства. Две формы ведения хозяйства не могли сосуществовать в одном районе, и в середине 1930-х годов «интенсивные» пастухи в Арьерплуге стали переходить к «экстенсивной» практике оленеводства. Такая же тенденция наблюдалась по всей горной области проживания саамов.
В большинстве случаев переселившиеся саамы в конечном счёте интегрировались в новую для себя среду, хотя многие из северных саамов сохранили свои национальные костюмы, передав их и своим потомкам.
Переселение, однако, привело к нескольким конфликтам, которые остаются нерешёнными до сих пор: в частности, претензии «южных» саамов к «северным» в ряде областей, где число «северных» в результате миграции стало очень большим, по поводу возвращения первым прав на выпас оленей на конкретных пастбищах.